# Râul Agigea
Râul Agigea este un curs de apă, care se varsă în ramura Agigea a Canalului Dunăre-Marea Neagră. 